# Orgullo de Bruselas

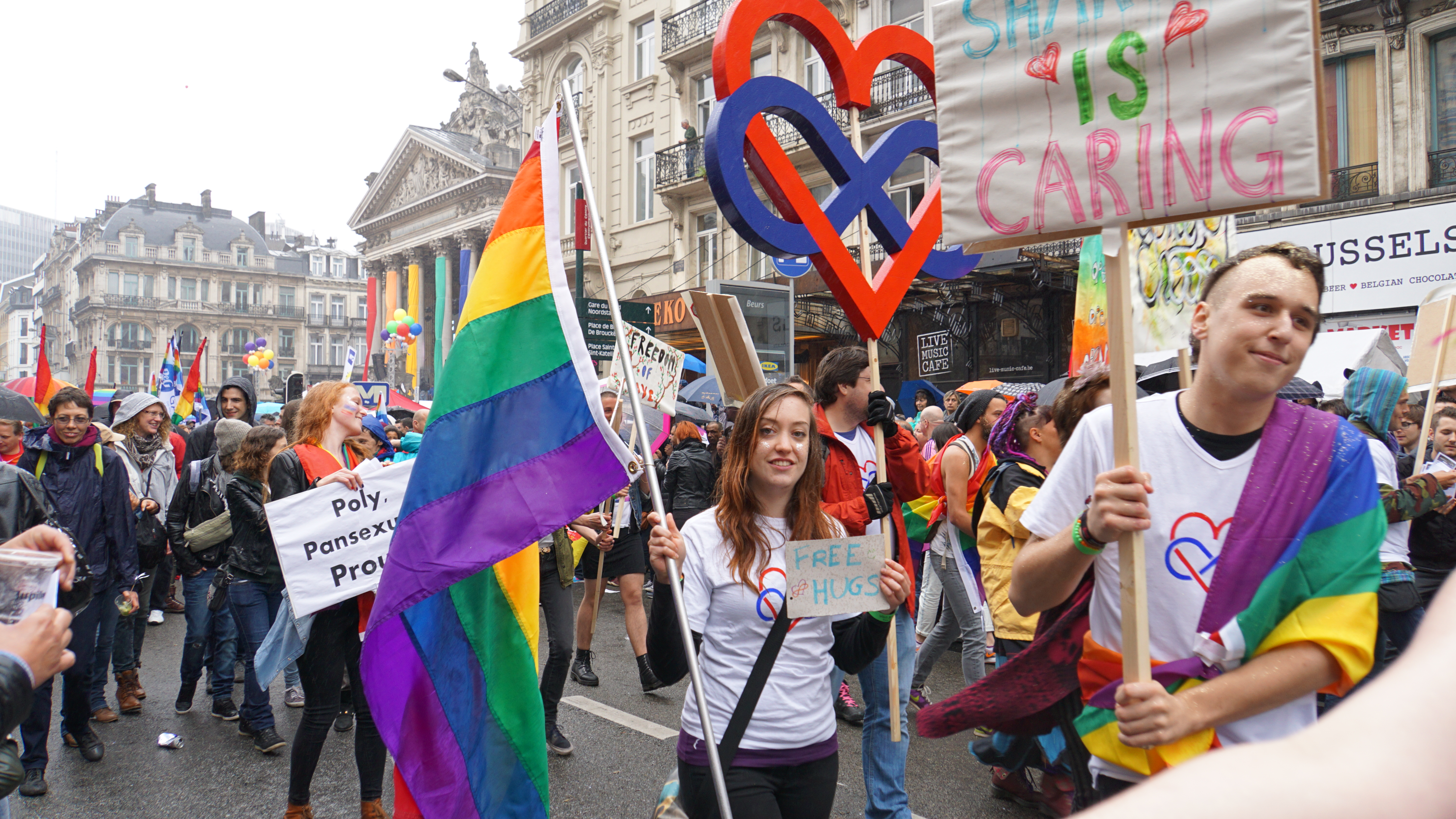
Participantes de la edición de 2015 del Orgullo Belga en Bruselas.

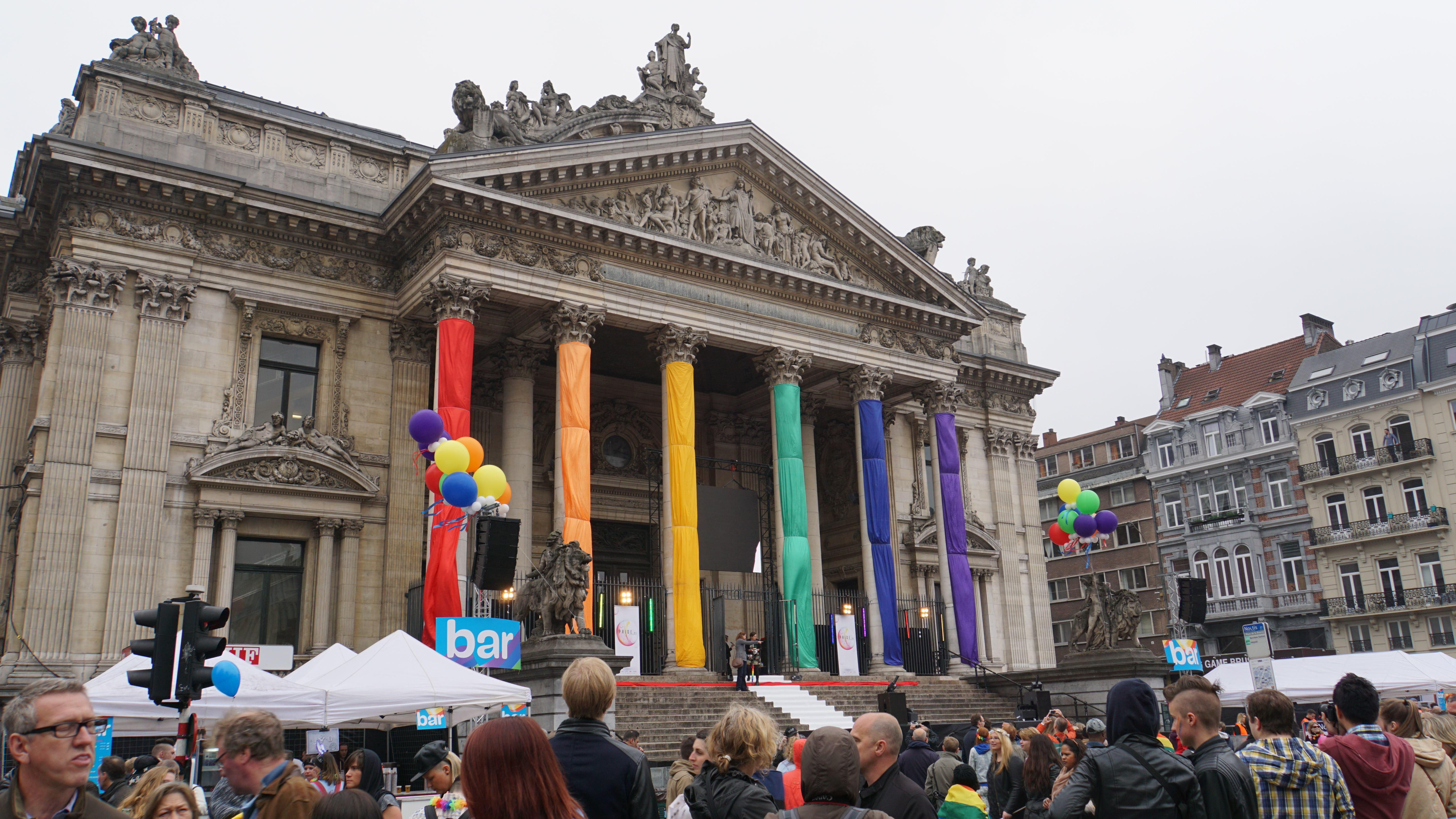
La Bolsa de Bruselas decorada con los colores del orgullo en 2015.

El Orgullo de Bruselas, anteriormente conocido como el Orgullo Belga, es una celebración del orgullo LGBT con carácter festivo, político y cultural que tiene lugar cada año en Bruselas, Bélgica, el primer sábado después del 17 de mayo, en homenaje al Día Internacional contra la Homofobia y la Transfobia. Originalmente el evento tenía el nombre de Sábado Rosa, igual que en los Países Bajos.
El Orgullo Belga era originalmente organizado por una organización sin fines de lucro que tenía el mismo nombre y que estaba formada por tres agrupaciones LGBTI belgas: çavaria, RainbowHouse Brussels y Arc-en-Ciel Wallonie. Desde 2023, la organización del Orgullo de Bruselas está a cargo de Visit.Brussels, en colaboración con RainbowHouse Brussels.
Cada año, entre 50 000 y 100 000 personas acuden a Bruselas para participar del evento.

## Características
El Orgullo de Bruselas tiene un carácter más político que celebraciones similares en naciones vecinas, como los Países Bajos, en particular por la representación de las comunidades lingüísticas holandesa, francesa y alemana presentes en Bélgica. Otra expresión del carácter político son los 10 puntos del Orgullo, también conocidos como la plataforma de demandas, una serie de exigencias que a lo largo de los años ha incluido temas como una ley contra la discriminación y la apertura del matrimonio civil y los derechos de adopción para las parejas homoparentales.
Además de esta vertiente política, existe una vertiente festiva, que incluye eventos como fiestas en la vía pública y conciertos. El momento culminante de las festividades es una marcha del orgullo por las calles de Bruselas, en la que participan numerosas organizaciones, instituciones, establecimientos de restauración y partidos políticos, tanto relacionados con la comunidad LGBT como no relacionados con estas poblaciones. El público en general también suele participar.
Además del Orgullo de Bruselas, desde 2008 se celebra en Bélgica también el Orgullo de Amberes.

## Historia
En Bélgica, el primer «día gay» tuvo lugar el 18 de marzo de 1978 en el Palacio Floralies de Gante. El evento fue organizado por Rooie Vlinder, un grupo feminista de izquierda con un enfoque más activista que la más moderada Federación de Grupos de Trabajo Homosexuales (FWH).
El 5 de mayo de 1979 se celebró en Amberes el segundo «día gay», que por primera vez incluyó una marcha que recorrió varias calles de la ciudad. Cabe destacar que recién en la tercera edición, el 28 de junio de 1980 en Bruselas, en la que también participaron la FWH y el CCL de Bruselas, se estableció el vínculo del evento con los disturbios de Stonewall de 1969. El movimiento gay y lésbico belga de aquella época estaba influenciado principalmente por los Países Bajos y Francia.
En 1981, la manifestación tuvo lugar una vez más en Amberes, pero después de que el Rooie Vlinder dejara de existir en 1981 y la FWH se dividiera, el evento dejó de realizarse durante los años siguientes. Como las mujeres lesbianas consideraban que los estos eventos estaban demasiado dominados por hombres, organizaron su propio Día Lésbico por primera vez en 1983. Este evento se celebró en Gante desde 1986 y posteriormente se renombró como Día L.
Inspirados por el Sábado Rosa holandés, la FWH y el Frente de Acción Rosa (RAF) unieron sus fuerzas en un comité y organizaron otro evento de orgullo, con el nombre de Sábado Rosa, en Amberes el 5 de mayo de 1990, después del cual se celebró cada dos años. Desde 1996, el evento empezó a celebrarse anualmente en mayo en Bruselas, con 77 organizaciones involucradas inicialmente en la organización de la iniciativa. En 1996, asistieron aproximadamente 2500 visitantes y el evento recibió el nombre de Belgian Gay and Lesbian Pride (BLGP).
Este nombre en idioma inglés fue creado con la intención de tener un denominador más general en conexión con las tres diferentes comunidades lingüísticas de Bélgica. Sin embargo, el antiguo nombre, Sábado Rosa, continuó siendo utilizado por mucha gente. Como ya se habían unido varios grupos con identidad propia y el antiguo nombre ya no cubría la carga, en 2010 el evento recibió el nombre de Orgullo Belga.
Luego de los atentados de 2016 en Bruselas, no estaba claro si el Orgullo belga se celebraría el 14 de mayo de ese año, pero el ayuntamiento decidió no ceder ante el terrorismo. Normalmente, el gran desfile del Orgullo siempre comenzaba y terminaba en la Place de la Bourse, pero como todavía se usaba para conmemorar los atentados, los puntos de inicio y final se trasladaron al Mont des Arts.

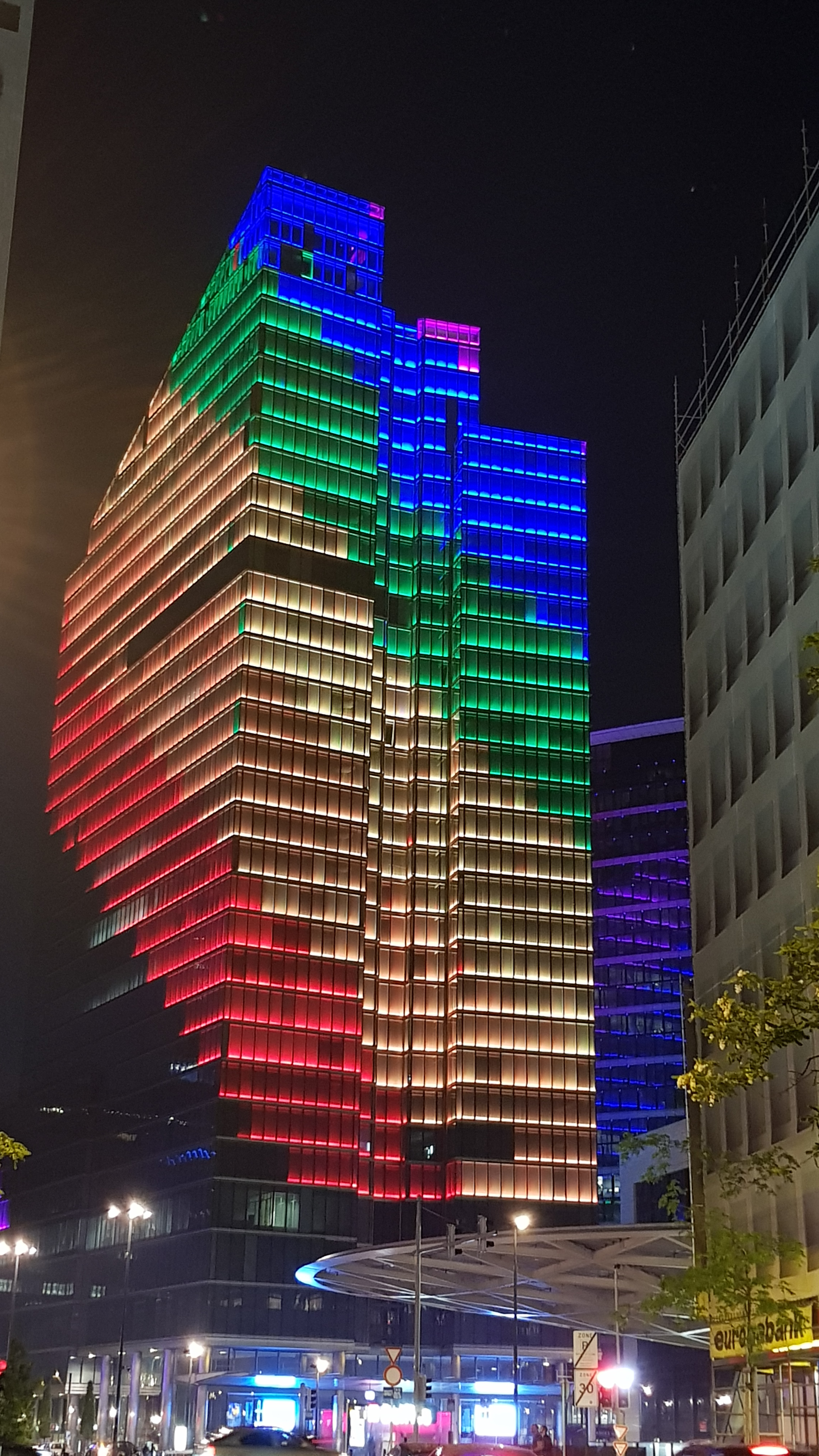
Tour Rogier en Bruselas con los colores del orgullo LGBT en 2018.

Con motivo del Día Internacional contra la Homofobia y la Transfobia el 17 de mayo y del Orgullo Belga el 20 de mayo de 2017, se construyeron seis pasos de cebra arcoíris en Bruselas, un autobús MIVB circuló con los colores del arcoíris, se crearon varios semáforos gay y varias grandes empresas y la Estación Central de Bruselas iluminaron sus fachadas con los colores del arcoíris. Al igual que en 2016, el Mont des Arts volvió a ser el punto de inicio y fin del desfile, pero al pasar por calles estrechas, las carrozas grandes ya no pudieron participar. La policía estimó el número de visitantes en 55 000 y la organización en 90 000.
El Orgullo Belga alcanzó un máximo histórico en 2018. Durante el período del orgullo (del 4 al 20 de mayo) se realizaron más de 70 actividades. Más de 140 000 visitantes participaron en actividades durante el Fin de Semana del Orgullo y la Marcha del Orgullo albergó a más de 70 delegaciones y atrajo a 100 000 visitantes.
En marzo de 2020, se anunció que se analizarían los antecedentes de las empresas y los partidos políticos que desearan participar en el Orgullo para garantizar que cumplieran las políticas inclusivas de género y los «cinco puntos de ruptura» del Orgullo. Debido a que la Marcha del Orgullo de ese año no pudo celebrarse en la fecha prevista del 23 de mayo debido a la pandemia de coronavirus, primero se pospuso al 29 de agosto y luego se canceló por completo.
En 2021, debido a la pandemia de coronavirus, tampoco se pudo celebrar la marcha, pero en su lugar, los días 8, 15, 20 y 22 de mayo se realizaron varias actividades en línea. Entre el 18 y el 26 de septiembre de ese año se organizó en Bruselas un nuevo concepto. La Q. Artz Festival fue un festival de arte multidisciplinario que puso a los artistas LGBTQI+ en el centro de atención mientras apoyaba la cultura, la diversidad y las economías locales.
A partir de 2023, el evento cambió de nombre de «Orgullo Belga» a «Orgullo de Bruselas» (Brussels Pride) como forma de reafirmar el origen de la celebración en la ciudad.
La edición de 2024, celebrada el 18 de mayo, alcanzó una participación de 60 000 participantes de acuerdo a las autoridades y de 200 000 según los organizadores. 

## Galería
|                         |
| Marcha del Orgullo 2015 |

|                         |
| Marcha del Orgullo 2017 |

|                                               |
| Edificios con los colores del Orgullo en 2018 |

|                         |
| Marcha del Orgullo 2023 |